# Dracocephalum palmatum
Змееголовник дланевидный, или Змееголовник пальчатый (лат. Dracocephalum palmatum), — многолетний полукустарничек, вид рода Змееголовник (Dracocephalum) семейства Яснотковые (Lamiaceae). Используется в народной медицине.

## Ботаническое описание
Многолетний полукустарничек. Листья длинночерешковые, 4—13 мм длиной, широкояйцевидные или яйцевидно-округлые, при основании усеченные, широко-клиновидные или неясно сердцевидные, по краю пильчато- или перистонадрезанные, с обеих сторон густо- или длинно-волосистые. Черешки 5—20 мм длиной, оттопыренно-волосистые.
Цветки в ложных мутовках по 2, в продолговатых верхушечных соцветиях. Прицветник короче чашечки с 1—2 парами ланцетных зубцов, оттянутых в шиловидное острие. Чашечка до 10 мм длиной; средний зубец верхней губы яйцевидно-округлый и в три раза шире боковых ланцетных; нижняя губа с двумя узколанцетными зубцами. Венчик до 3 см длиной, сине-лиловый, верхняя губа длиннее нижней. Столбик выступает из венчика.
Плод — 2 мм длиной, темно-окрашенный, слегка трехгранный, яйцевидный.

## Распространение
Произрастает в подгольцовом и гольцовом поясах, зарослях кедрового стланника (Pinus pumila), на открытых сухих склонах, песчаных наносах, скалах в Арктике (Чукотка, Анадырь), Восточной Сибири (Якутия), Дальнем Востоке (Охотия).

## Химический состав
В траве обнаружены свободные углеводы (5,50—24,39 %) глюкоза, сахароза, рафиноза, стахиоза, а также полисахариды (0,23—0,99 %) с высоким содержанием галактуроновой кислоты (41,2—44,6 моль%), галактозы, арабинозы и глюкозы. В составе фенольных соединений выявлены простые фенолы (арбутин, О-малонил-арбутин), фенилпропаноиды (кофейная кислота, 3-О-кофеилхинная кислота, 5-О-кофеилхинная кислота, розмариновая кислота, сальвианоловая кислота В, кафтаровая кислота, цикориевая кислота), кумарины (умбеллиферон, эскулетин), флавоны и флаваноны. Флавоны включают производные апигенина (апигенин-7-О-глюкозид (космосиин), апигенин-7-О-глюкуронид, апигенин-7-О-рутинозид (изороифолин), апигенин-7-О-(6′′-ацетил)-глюкозид, апигенин-7-О-(6′′-малонил)-глюкозид), лютеолина (лютеолин-7-О-глюкозид (цинарозид), лютеолин-7-О-глюкуронид, лютеолин-4′-О-глюкозид, лютеолин-7-О-рутинозид (сколимозид), лютеолин-7,4′-ди-О-глюкозид, лютеолин-7-О-рутинозид-4′-О-глюкозид (цинаротризид), лютеолин-7,4′-ди-О-рутинозид (дракопальмазид), лютеолин-7-О-(6′′-ацетил)-глюкозид, лютеолин-7-О-(6′′-малонил)-глюкозид), акацетина (акацетин-7-О-глюкозид (тилианин), акацетин-7-О-рутинозид (линарин), акацетин-7-О-(6′′-ацетил)-глюкозид (агастахозид), акацетин-7-О-(6′′-малонил)-глюкозид) и другие (хризоэриол, изотимузин, сальвигенин, генкванин). Среди флаванонов выявлены нарингенин, нарингенин-7-О-глюкозид (прунин), эриодиктиол, эриодиктиол-7-О-глюкозид, эриодиктиол-7-О-рутинозид (эриоцитрин), (S)-эриодиктиол-7-О-(4′′-малонил)-глюкозид, (S)-эриодиктиол-7-О-(6′′-малонил)-глюкозид. Также обнаружены липиды (жирные кислоты) и фотосинтетические пигменты. Растение содержит эфирное масло с выходом 1,1—3,7 % со специфическим приятным запахом, в составе которого доминируют монотерпены, в том числе транс-пинокамфон (37,9—40,7 %), β-пинен (8,6—9,0 %), цис-пинокамфон (8,0—8,7 %), 1,8-цинеол (5,5—5,8 %) и другие.

## Применение
В Якутии (под названием танара ото) отвар молодых листьев и цветков применялся в качестве диуретического и холеретического средства, а также при желудочно-кишечных заболеваниях и алкоголизме. Дымом травы окуривали помещения для защиты от насекомых Экстракты растения и его отдельные соединения обладают антиоксидантной активностью, а липофильные компоненты оказывают противоопухолевое действие на клетки рака простаты человека и лимфомы.
Растение успешно интродуцировано в Якутском и Кузбасском ботанических садах, получены клеточные (каллусные) культуры листьев.